# Толепов, Асылхан Сайлауович
Асылхан Сайлауович Толепов (каз. Асылхан Сайлауұлы Төлепов, род. 21 мая 1992 Уилский район, Актюбинская область, Казахстан) — казахстанский актёр кино и театра. Лауреат Государственной молодёжной премии «Дарын» (2016).

## Биография
Асылхан Сайлауович Толепов Родился 21 мая 1992 года в Уилском районе Актюбинской области. Из рода кете племени алимулы.
В 1996 году семья переехала на постоянное место жительства в Алматы.
В 2008 году окончил школу-гимназию № 136 им. Мыржакыпа Дулатова г. Алматы.
В 2011 году окончил колледж Казахской Национальной академии искусств им. Темирбека Жургенова по специальности «Актёрское мастерство» в мастерской профессора, заслуженного деятеля Казахстана Есима Сегизбаева.
В 2015 году окончил Казахскую Национальную академию искусств им. Темирбека Жургенова по специальности артист музыкальной драмы.
Член молодежного крыла «Жас Отан» и политической партии «Нур Отан».
Обладатель черного пояса по таэквондо,  чемпион Казахстана, бронзовый призер “Всемирного открытого фестиваля по таеквондо” (г. Сеул, Южная Корея).
С 2016 по 2020 год — актёр Казахского государственного академического театра для детей и юношества имени Габита Мусрепова.
С 24 марта 2016 года по 29 июля 2019 года — депутат маслихата города Алматы шестого созыва от Наурызбайского района избирательного округа № 15, Член постоянной комиссии по социально-культурному развитию.
С 1 декабря 2020 года — актёр музыкального театра юного зрителя акимата города Нур-Султан.

## Награды и звания
- 2012 — Орден «Намыс» имени Бауыржана Момышулы
- 2012 — Лауреат национального кинопремия «Кулагер» в номинации «Новое имя — Надежда»
- 2012 — Лауреат Национальной премии года «Алтын Адам» в номинации «Лучший молодой актёр года»
- 2013 — Лауреат премии Союза Молодежи Казахстана «Серпер», за роль Сартай в фильме «Войско Мын Бала»
- 2013 — Обладатель государственной стипендии Первого Президента Республики Казахстан в области культуры и искусства[5]
- 2016 — Лауреат Государственной молодёжной премии «Дарын» в номинации «Театр и кино»[6][7]
- 2019 — Лауреат премии «Супер тандоо-2018» (Кыргызстан) в номинации «Лучший актёр 2018 года» за роль Максат в фильме "Көк-Бөрү" .[8]
- 2021 (2 декабря) — Указом Президента РК награждён юбилейной медалью «30 лет независимости Республики Казахстан»;
- 2022 (14 октября) — Указом Президента РК награждён медалью «Ерен Еңбегі үшін» (За трудовое отличие) из рук президента РК в Акорде.[9]

## Фильмография
|    | Год  | Название                       | Роль                  | Режиссёр           |
| -- | ---- | ------------------------------ | --------------------- | ------------------ |
| 1  | 2011 | «Небо моего детства»           | Гали                  | Рустем Абдрашев    |
| 2  | 2012 | «Войско Мын Бала»              | Сартай главная роль   | Ахан Сатаев        |
| 3  | 2013 | «Сункар» телесериал            | Биржан главная роль   | Жасулан Пошанов    |
| 4  | 2014 | «Бауыржан Момушылы» телесериал | Маулен                | Ахан Сатаев        |
| 5  | 2015 | «Рэкетир 2»                    | Абылай                | Ахан Сатаев        |
| 6  | 2015 | «Маидангерлер»                 | Болат                 | Серик Таласов      |
| 7  | 2015 | «Мечта Кадырбека»              | Кадырбек главная роль | Алихан Мейрамбеков |
| 8  | 2017 | «Шынырау»                      | Жомарт главная роль   | Жанабек Жетируов   |
| 9  | 2018 | «Томирис»                      | актёр                 | Ахан Сатаев        |
| 10 | 2018 | «Финансист. Игра на вылет»     | Руслан главная роль   | Елена Лисасина     |
| 11 | 2018 | Кок-Борү «Время стойких»       | Максат главная роль   | Руслан Акун        |
| 12 | 2022 | Ақ пен қара (сериал)           | Ернар главная роль    | Берик Жаханов      |
| 13 | 2025 | Рэкетир. Новые времена         | Абылай главная роль   | Ахан Сатаев        |

## Семья
- Отец — Сайлау Галымович (1969 г.р)
- Мать — Салтанат Амандыковна (1972 г.р)
- Женат 7 ноября 2017 года[10]. Жена: Айсулу.
- Дети: сын Сайлау Алпамыс Асылханович (2018 г.р).[11]